# Noureddine Madjhoud
Noureddine Madjhoud est un boxeur algérien né le 24 décembre 1975 à Mascara. Il a participé aux Jeux olympiques d'été de 1996 et aux Jeux olympiques d'été de 2000.

## Biographie
Noureddine Mejhoud est né en décembre 1975, à Mascara, à l'ouest de l'Algérie, une ville située à environ 380 kilomètres d'Alger. Depuis son plus jeune âge, il est passionné par le monde de la boxe et a choisi de rejoindre le club de boxe de la ville Ghaly Mascara.

## Résultat
Sa carrière de boxeur amateur est principalement marquée par une médaille d'argent remportée aux championnats du monde de Berlin en 1995 et une médaille d'or aux Jeux africains de Johannesbourg en 1999 dans la catégorie poids plumes.